# Osvaldo Sauma
Osvaldo Sauma (Costa Rica, 1949) es un poeta y antologador costarricense.

## Biografía
Osvaldo Sauma nació en Costa Rica en 1949. Empieza a publicar su obra poética a inicios de los años ochenta. A la vez, se dedica a la docencia en el Conservatorio de Castella y a antologar textos con diversas tendencias o temáticas, por lo que su labor ha influenciado a escritores jóvenes de la siguiente generación. 

## Reconocimientos
En 1985 recibe el Premio Latinoamericano EDUCA por su libro Retrato en familia. Ha participado de varios festivales internacionales de poesía, entre ellos el de Medellín, Colombia. 
En 2013 es el Galardonado con el Premio Nacional Aquileo J. Echeverría.

## Obra
Poesía
- Las huellas del desencanto (San José: Editorial Andrómeda,1983).
- Retrato en familia (San José: EDUCA, 1985).
- Asabis (San José: Editorial y Litografía El Quijote, 1993).
- Madre nuestra, fértil tierra (San José, Ministerio de Cultura de Costa Rica, 1997).
- Bitácora del iluso (San José: Ediciones Perro Azul, 2000).
- El libro del adiós (San José: Ediciones Perro Azul, 2006).
- La Canción del oficio (San José: Editorial Germinal, 2013).
- Poesía reunida (Bogotá: Común Presencia Editores, 2013).
- Utopía del solitario (Milán: Rayuela Edizioni, 2014. Trad. Zingonia Zingone)
- Terapia de locos/Antología poética (Sevilla: Ediciones de la Isla de Siltolá, 2017)
- Este oficio de ciegos tercos (San José: Ediciones de Perro Azul, 2021)

Antologías poéticas
- Poesía infantil del Conservatorio Castella, 1986.
- Los signos vigilantes. Antología de poesía ecológica, 1992.
- Antología del Conservatorio Castella, 1990.
- Tierra de nadie. Antología de nueve poetas latinoamericanos, 1994.
- La sangre iluminada. Antología de seis poetas latinoamericanos, 1998.
- Martes de poesía en el Cuartel de la Boca del Monte, 1998.

## Enlaces
- Biografía y poemas
- Poema
- Crítica
- Festival de Poesía de Medellín
- Poema
- Casa de Poesía (enlace roto disponible en Internet Archive; véase el historial, la primera versión y la última).
- https://mislibrosconnotas.blogspot.com/2016/10/retrato-en-familia-poesia-de-osvaldo.html

- Datos: Q6054322